# Tractebel
Tractebel est une entreprise internationale, d'origine belge, qui fournit des services de conseil et d'ingénierie dans les domaines de l'énergie, de l'eau, du nucléaire et des infrastructures pour le groupe Engie ainsi que pour des institutions et clients nationaux et internationaux sur les marchés publics et privés. Présente en Europe, en Afrique, en Asie, en Amérique latine et au Moyen-Orient, l'entreprise prévoit un chiffre d'affaires de 581 millions d'euros en 2020. 
Tractebel acquiert Coyne & Bellier en 1976, IMDC en 1982, Technum en 1995, Leme Engenharia en 2000, Lamheyer International en 2014, GWK Consult & RED en 2016, Engie Laborelec en 2017 et DOC Offshore et Overdick en 2018.

## Histoire

### Tractionel
En 1929, trois des sociétés fusionnent pour former le bureau d'études Electrobel, qui construit plusieurs centrales électriques belges. La quatrième, 'Mutuelle des Tramways' a changé son nom en 'Traction & Électricité' et devient plus tard «Tractionel ». Les deux entités ont établi leur cœur de métier avec des projets tels que l'extension et la modernisation du réseau électrique belge après la Seconde Guerre mondiale et l'installation des centrales nucléaires belges à partir de 1969. D’autres infrastructures tels que des pipelines, des barrages, des centrales hydroélectriques et des bâtiments complexes ont également été mis en service localement et à l'étranger. En 1976, Coyne et Bellier (France), agissant dans le domaine des barrages hydroélectriques et de l'énergie nucléaire, rejoint le groupe Electrobel.   
Par la suite et après des décennies de collaboration, Electrobel et Tractionel fusionnent en 1986, formant Tractebel, ainsi qu'une nouvelle division d'ingénierie : Tractebel Engineering. La nouvelle division établi ses propres divisions et des déclinaisons mondiales de filiales, acquérant Cheming (République tchèque) en 1992 et fondant Citec (Pologne) en 1993. Les filiales flamandes du groupe fusionnent sous le nom de Technum en 1995. Trapec (Roumanie) rejoint en 1997, Leme (Brésil) en 2000, année de création de Tractebel Engineering Italie et Tecpl en Inde.  

### Suez
En 1988, Suez prend le contrôle de la Société générale de Belgique (SGB), propriétaire de 40 % des actions de Tractebel.
En septembre 1996, la SGB en rachète 24,5 % au Groupe Bruxelles Lambert du financier Albert Frère et devient majoritaire dans le capital de la deuxième entreprise privée d'électricité en Europe.
Suez qui détient alors, par l'intermédiaire de la SGB, 53 % du capital parvient à en contrôler la quasi-totalité à la suite d'une offre publique d'échange en novembre 1999.
En 2003, Tractebel fusionne avec la Société générale de Belgique pour former Suez-Tractebel, filiale du groupe Suez. En 2008, à la suite de la fusion de Suez avec Gaz de France (GDF), Tractebel Engineering devient le bureau d'études.

### Engie
Le 24 avril 2015, GDF Suez annonce qu'il changeait de nom pour « Engie ». Afin de donner plus de visibilité, les filiales du groupe Engie sont déclinées et Tractebel Engineering devient Tractebel, le groupe Engie et Laborelec sont dorénavant appelés Engie Lab. 

### Localisation
Belgique
Tractebel : siège social
Brésil
Leme Engenharia, créée en 1965, est une société brésilienne qui fournit des services indépendants d'ingénierie-conseil pour un large éventail de secteurs économiques, notamment le segment des infrastructures.
République tchèque
Tractebel Engineering, République tchèque
La société est fondée en 1952. En 1992, elle devient membre à part entière du réseau mondial de Tractebel Engineering, une branche d'ingénierie de Suez Energy Services (SES) et du groupe GDF Suez.  
France
Tractebel Ingénierie, France à Coyne et Bellier
Inde
Tractebel Engineering Pvt.Ltd démarre ses activités en 2000 en tant que filiale Tractebel Engineering SA à 100 %.
Italie
Le 20 mars 2000, Tractebel crée Ingénierie Tractebel, une société d'ingénierie italienne à Rome. Fin 2006, la filiale italienne de Suez Tractebel est créée en adoptant le logo de Tractebel Engineering Suez. Le 2 février 2009, la succursale italienne de Suez Tractebel SA ouvre sous le nom de Tractebel Engineering (S.p.A) dont l'effectif est d'environ 65 personnes.
Pologne
Tractebel Engineering, Pologne débute sous le nom de Citec (sous le nom "Citec Polska") qui a été créée en 1993 en tant que société à responsabilité limitée après un an d'exploitation de la succursale de Citec Belgique et depuis lors, a connu une croissance très rapide, établissant sa position actuelle en tant que l'une des plus grandes sociétés de conseil polonaises. En 1996, les actionnaires de Citec décident de transférer la société en société anonyme Citec SA En 2009, Citec adopte le nom et la marque de Tractebel Engineering.  
Roumanie
Tractebel Engineering en Roumanie, anciennement connu sous le nom de Trapec qui a été créé en 1997, en tant que société par actions purement privée pour les activités d'ingénierie. La société est aujourd'hui détenue à 100% par GDF Suez, via Tractebel Engineering. Tractebel Engineering, Roumanie est active dans l'ingénierie énergétique (60%) et dans les infrastructures (40%). Emploie maintenant 211 ingénieurs.  
Emirats Arabes Unis, basé à Dubaï
Thaïlande
Fondée en 2010, Tractebel Engineering Thaïlande (bureau de Bangkok) travail sur des projets dans la région de l'ASEAN (l'Association des nations de l'Asie du Sud-Est).  